# Миодраг М. Илић
Миодраг М. Илић, познат и као Миле Бас (Лесковац, 24. јануар 1949) српски је басиста, текстописац, композитор, аранжер и оснивач оркестра и дискографске куће Јужни ветар.

## Биографија
Рођен је 1949. године у Лесковцу, а први сусрет са музиком имао је у другој години средње школе када је добио гитару, а убрзо након тога почео да свира, прво у школи са бендом Другари, а затим и на игранкама у граду. Убрзо прелази на бас гитару, а већину репертоара рок музике коју је свирао, чиниле су његове песме, а пре доласка у Београд свирао је седам година по кафанама у бившој СФРЈ. Крајем шездесетих година снима своју прву народњачку песму Хеј Омере у извођењу Милене Маце Глигоријевић.
У Београд одлази 1977. године и постаје члан оркестра Аце Степића, где проводи четири и по године, а паралелно са свирањем у том оркестру градио је каријеру студијског музичара. Године 1979. заједно са гитаристом Савом Бојићем (из Поп Машине) оснива студијски ансамбл Кошутњак, који је био претеча ансамбла Јужни ветар и 1980. године тако назван.
Године 1980. снимио је сингл Не иди aго, као певач и тада се на плочи први пут појављује име Јужни ветар, који је упркос блокади издавачких кућа и медија, у то време био изузетно популаран. Јужни ветар на челу са Милетом Басом направио је револуцију у народној музици, а петорка са којом је наступао били су Синан Сакић, Шемса Суљаковић, Драгана Мирковић, Кемал Маловчић и Миле Китић.
Миле Бас је 2016. године добио судски спор против александровачке куће Дискос око власништва фонограма.
Миодраг је добитник великог броја награда за музички допринос, а крајем седамдесетих година од Радио Београда добија награде за песме које је урадио Душку Костићу и Мерими Његомир.

## Дискографија

### Синглови и ЛП плоче
- Припала си мени — Не иди aго (1980; Југотон)

### Текст и аранжман
1. Весна Илић — Доста ми је, доста свега (1976; Југотон)
2. Београд, граде младости, Вокална група Мајски цвет — Београд, граде младости (1977; Дискос)
3. Ера Ојданић — У шали сам љубио/Заволећеш снају мајко (1977; Дискос)
4. Ћути, ћути, Јанко Глишић — Девојка из мог сна/ Ћути, ћути (1977; Дискос)
5. Збогом љубави, Душко Костић — Не иди од мене/Збогом љубави (1978; Југотон)
6. Срели смо се у јесен, Ера Ојданић — Ја сам Ера Златиборац/Срели смо се у јесен (1978; Дискос)
7. Романка, Светомир Илић — Свирај, виолино (1978; Дискос)
8. Како ћу живети без тебе, Гордана Руњајић — Воли само мене/Како ћу живети без тебе (1979; Југотон)
9. Био сам дете улице, Ненад Јовановић — Био сам дете улице/Печалба 6 (1979; Дискос)
10. Јанко Глишић — Мајка Раду обећала младу (1980; Дискос)
11. Бол и туга то су друга два, Здравко Ђурановић — Бол и туга то су друга два/Не сaкривај поглед од мене (1980; Југотон)
12. Сеад Халиловић — Твоја ме љубав опи/Ја морам да припаднем њој (1980; Југотон)
13. Нећу да живим сама, Снежана Ђуришић — Ко одваја тебе од мене/Нећу да живим сама (1980; Дискос)
14. Свирајте ми за Жељану, Љуба Аличић и Ансамбл Бранимира Ђокића — Остављен живим без тебе (1981; Дискос)
15. Никоме те не бих дао, Јужни ветар — Ја оставих мому крај Вардара (1981; Дискос)
16. Савета Јовановић — Село без момака/Прво вече са тобом (1981; Дискос)
17. Младен Петровић Космајац — Ево мене поред лепе жене (1981; Дискос)
18. Свако своме мора да се враћа, Јашар Ахмедовски — Свако своме мора да се враћа (1981; ПГП РТС)
19. Волела ме једна Марија, Часлав Ђоковић — Волела ме једна Марија/Ужелех се мајко, загрљаја твог (1981; Дискос)
20. Ђина —Ја те чекам а ти ми се надаш/Морамо се растати (1981; Југодиск)
21. Имери Сефадин — Ово је трећа година без тебе/Остао сам дужан љубав једној жени (1981; Југодиск)
22. Мерима Његомир и Душко Костић — Куде си пошла Цвето/Желимо свој дом (1981; Југотон)
23. Шемса Суљаковић и Јужни ветар — Верна у љубави (1982; Дискос)
24. Синан Сакић — Још увек те чекам (1982; Дискос)
25. Душко Костић и Јужни ветар — Сећаћу се тебе (1982; Дискос)
26. Тјерај стадо са планине, Бора Дрљача и Група Крајишника — Југословен (1982; ПГП РТС)
27. Ансамбл Јужни ветар — Кола и чочеци (1982; Дискос)
28. Кучевина стара, Ера Ојданић — Ти си моја шљива ранка (1982; Дискос)
29. Зашто ме зовеш, Бисерка Вунтуришевић — Зашто ме зовеш/Само једном срце воли (1982; ПГП РТС)
30. Сачувај тајну, Душко Костић — Сачувај тајну (1983; ПГП РТС)
31. Дуда, Љубиша Стојановић Луис — Дуди с пуно љубави (1984; ПГП РТС)
32. Кћери Булка, абер кажи, Гордана Стојићевић и Ансамбл Јужни ветар — Ниси знао да ме чуваш (1983; Југодиск)
33. Синан Сакић и Јужни ветар — Што ме питаш како живим (1983; Дискос)
34. Ја због тебе оста неудата, Лепа Лукић — Ти и ја (1983; ПГП РТС)
35. Памтимо ово вече, Јанко Глишић и Јужни ветар — Помози ми да постанем срећан (1983; Дискос)
36. Шта да чиним срце моје, Јасна Стоиљковић — Пусти срце нека лута (1983; Југотон)
37. Various — Милетова песмарица (1983; Дискос)
38. Не слушај туђе приче, Шемса Суљаковић и Јужни ветар — Узми ме мајко у крило своје (1983; Дискос)
39. Нисам човек који плаче, Душко Костић — Шта ли ноћас раде моје љубави старе (1984; ПГП РТС)
40. Луда сам за тобом, Шемса Суљаковић — Преварени не верују више (1984; ПГП РТС)
41. Лагала си, Синан Сакић — Погледај ме (1984; ПГП РТС)
42. Сенад Нухановић и Јужни ветар — Сенад Нухановић (1984; ЗКП РТВЛ)
43. Изађи на пет минута, Синан Сакић и Јужни ветар — Реци све жеље (1984; ПГП РТС)
44. Сејо Питић и Ансамбл Јужни ветар — Све је варка (1984; Дискос)
45. Леле, Јане, Василија Радојчић — Памтиш ли још љубав моју (1984; ПГП РТС)
46. Удаје се она, Мирољуб Брзаковић и Јужни ветар — Расташе се заљубљени (1984; Дискос)
47. Заувијек си остала у мени, Шериф Коњевић и Јужни ветар — Потражи ме (1985; Дискос)
48. Миле Китић и Јужни ветар — Ја нећу љепшу (1985; Дискос)
49. Кемал Маловчић и Јужни ветар — Окреће се коло среће (1985; Дискос)
50. Срце моје плаче, Милица Здравковић и Јужни ветар — Са тобом, без тебе (1985; ПГП РТС)
51. Па шта, Ханка Палдум и Јужни ветар — Нема кајања (1985; Југодиск)
52. Бобан Здравковић — Даћу, даћу све (1985; Дискос)
53. Тужно је све без тебе, Шемса Суљаковић и Јужни ветар (1985; ПГП РТС)
54. Мој дом, Халид Муслимовић — Учини бар један погрешан корак (1985; Дискотон)
55. Желим си на Јамајко, Various — Једна суза на твом лицу и друге песме (1985; ЗКП РТВЛ)
56. Кемал Маловчић и Јужни ветар — Ко губи... (1986; Дискос)
57. Пристајем на све,Шемса Суљаковић и Јужни ветар — Пристајем на све (1986; Дискос)
58. Миле Китић и Јужни ветар — Коцкар (1986; Дискос)
59. Драгана Мирковић и Јужни ветар — Спаси ме самоће (1986; Дискос)
60. Јужни ветар — Шемса, Синан, Василија, Душко и Милица (1986; ПГП РТС)
61. Још увек, сећа ме све на тебе, Синан Сакић и Јужни ветар — Нови хитови (1986; Дискос)
62. Лажу ме зелене очи, Миле Китић и Јужни ветар — Лажу ме зелене очи (1986; Дискос)
63. Са тобом, без тебе, Various — Хит парада 86 бр. 4 (1986; ПГП РТС)
64. Дођи и реци да ме волиш, Драгана Мирковић и Јужни ветар — Руже цветају само у песмама (1987; Дискос)
65. Кемал Маловчић и Јужни ветар — Ожени ме бабо (1987; Дискос)
66. Еј, од кад сам се родио, Синан Сакић и Јужни ветар — Сви грешимо (1987; Дискос)
67. По цену живота, Шемса Суљаковић и Јужни ветар (1987; Дискос)
68. Хеј, ви хитри дани, Миле Китић и Јужни ветар — Могао сам бити цар (1987; Дискос)
69. Поведи ме до сна, Шемса Суљаковић и Јужни ветар — Шемса (1988; Дискос)
70. Миле Китић и Јужни ветар —Што да не (1988; Дискос)
71. Не варај се, Кемал Маловчић и Јужни ветар — Кемал (1988; Дискос)
72. Дуг самоћи, Љубиша Стојановић Луис и Јужни ветар — Ево ме опет (1988; Дискос)
73. Дал ће моћи да се живи, Синан Сакић и Јужни ветар — Чаша по чаша (1988; Дискос)
74. Драгана Мирковић и Јужни ветар — Најлепши пар (1988; Дискос)
75. Слађано моје, Слађано, Various — Фолк земљотрес/Фолк топ (1988; ПГП РТС)
76. Миле Китић и Јужни ветар — Осветник (1989; Дискос)
77. Сањам, Синан Сакић и Јужни ветар — Реци чашо (1989; Дискос)
78. Драгана Мирковић и Јужни ветар — Симпатија (1998; Дискос)
79. Кемал Маловчић и Јужни ветар — Просјак љубави (1989; Дискос)
80. Шемса Суљаковић и Јужни ветар — Прођи са мном испод дуге (1989; Дискос)
81. Миле Китић и Јужни ветар — Стави карте на сто (1990; Дискос)
82. Кемал Маловчић и Јужни ветар — Цару иде царево (1990; Дискос)
83. Како да ти помогнем, Шемса Суљаковић и Јужни ветар — Издали ме пријатељи (1990; Дискос)
84. Обриши сузе, Љубиша Стојановић Луис и Јужни ветар — Хајде да се помиримо (1990; Дискос)
85. Лажно грлиш, лажно љубиш, Драгана Мирковић и Јужни ветар — Помисли жељу (1990; Дискос)
86. Синан Сакић и Јужни ветар — Кад се врате скитнице (1990; Дискос)
87. Сачувај тајну, Ана Бекута — Ана Бекута шоу (1990; ПГП РТС)
88. Аница Миленковић и Јужни ветар —Младе године могу све (1991; Дискос)
89. Кемал Маловчић и Јужни ветар — Ти си мој 13 број (1991; Дискос)
90. Нећу да знам за приче разне, Синан Сакић и Јужни ветар — На Балкану (1991; Дискос)
91. Миле Китић и Јужни ветар — Гледај ме у очи (1991; Дискос)
92. Шемса Суљаковић и Јужни ветар — 7000 суза (1991; Дискос)
93. Драгана Мирковић и Јужни ветар — NO. 2 (1991; Дискос)
94. Драгана Мирковић и Јужни ветар — NO. 1 (1991; Дискос, Јужни ветар)
95. Ако срца немаш, иди, Срећко Шушић и Јужни ветар — Улица рађа грешнике (1992; Дискос)
96. Искрено ми кажи, Индира Радић и Јужни ветар — Награда и казна (1992; Дискос)
97. Снежана Бабић Снеки и Јужни ветар — Љубав је наша божја воља (1992; Дискос)
98. Миле Китић и Јужни ветар — Губитник (1992; Дискос)
99. Срећко Шушић и Јужни ветар — За добра стара времена (1993; Јувекомерц)
100. Драгана Мирковић и Јужни ветар — Најлепше песме (1993; Јужни ветар)
101. Марта Савић и Јужни ветар — Грешница (1993; Јувекомерц)
102. Нису моје очи криве, Ванеса Шокчић — Нису моје очи криве (1993; ПГП РТС)
103. Индира Радић и Ансамбл Јужни ветар — Због тебе (1993; Јувекомерц)
104. Миле Китић и Јужни ветар — Вук самотњак (1993; Јувекомерц)
105. Љубиша Стојановић Луис и Јужни ветар — Луис и Јужни ветар (1993; Јувекомерц)
106. Светлана Јунгић и Јужни ветар — Лепота је варалица (1993; Јувекомерц)
107. Ти ми леђа окрећеш, Various — Кукавица (1993; Јувекомерц)
108. Само ти, Кнез — Као магија (1994; ПГП РТС)
109. Марта Савић и Јужни ветар — Немој бар ти (1994; Јужни ветар)
110. Нек пукну душмани, Синан Сакић и Јужни ветар — У мени потражи спас (1994; Јувекомерц)
111. Срећко Шушић и Јужни ветар — Не лети, црни гавране (1994; Јувекомерц)
112. Индира Радић и Јужни ветар — Угаси ме (1994; Јувекомерц)
113. Сузана Јовановић и Јужни ветар — Рођени у право време (1994; Јужни ветар)
114. Миле Китић и Јужни ветар —Мој соколе (1994; Јувекомерц)
115. Драгана Мирковић и Јужни ветар — Спаси ме самоће/Руже цветају само у песама (1994; Јужни ветар)
116. Загрли ме и опрости ми, Гордана Стојићевић — Црна кафа (1995; Југодиск и Шики саунд)
117. Сузана Јовановић и Јужни ветар — Послаћу ти љубав (1995; Јувекомерц)
118. Миле Китић и Јужни ветар — Окрени јастук (1995; Јувекомерц)
119. Срећко Шушић и Јужни ветар — Нисмо из истог света (1995; Јувекомерц)
120. Увек бићеш мој, Јашар Ахмедовски и Јужни ветар — Кад свећа догори (1995; Јувекомерц)
121. Синан Сакић и Јужни ветар — Синан Сакић (1995; Јувекомерц)
122. Индира Радић и Јужни ветар — Најлепше песме (1996; Јувекомерц)
123. Срећко Шушић и Јужни ветар — Рањено срце (1996; Јужни ветар)
124. Дијана Миладиновић и Јужни ветар — Укради ме (1996; Јувекомерц)
125. Сузана Јовановић и Јужни ветар — Ко једном превари/Нема кајања (1996; Јувекомерц)
126. Синан Сакић и Јужни ветар — Зоко моја зоко (1996; Јужни ветар)
127. Јашар Ахмедовски и Јужни ветар — Мој багреме бели (1996; Јувекомерц)
128. Миле Китић и Јужни ветар — Могао сам бити цар — Коцкар (1996; Јувекомерц)
129. Драган Којић Кеба и Јужни ветар —Бог ми је сведок/По свету лутаћу сам (1997; Јувекомерц, Лазаревић продукција)
130. Јашар Ахмедовски и Јужни ветар — А око мене женски свет (1997; Јувекомерц)
131. Свако ме пролеће на тебе сети, Срећко Шушић, Јужни ветар, Сузана Јовановић, Шабан Бајрамовић и Шемса Суљаковић — Све су маске пале (1997; Јувекомерц)
132. Синан Сакић и Јужни ветар — Додирни ме (1997; Јувекомерц, Лазаревић продукција)
133. Сузана Јовановић и Јужни ветар — Најлепше песме (1997; Јувекомерц)
134. Индира Радић и Јужни ветар — Најлепше песме (1997; Јувекомерц)
135. Иван Кукољ Куки и Јужни ветар — Сећање на Емину (1998; Јувекомерц, Лазаревић
136. Кемал Маловчић и Јужни ветар — Просјак љубави, Цару иде царево(Дискос)
137. Љубица Берак — Има дана за мегдана(Дискотон, РТВ Сарајево)
138. Адела Шећић и Јужни ветар — Ти ме ниси жалио(Јувекомерц)
139. Држ' се Миле, још си жив, Синан Сакић и Јужни ветар — Држ' се Миле, још си жив (1998; Јувекомерц)
140. Дођи да се видимо, Бобан Здравковић и Јужни ветар — Нико нема два живота (1998; Јувекомерц)
141. Мој дом, Халид Муслимовић — Идемо кући, мој брате (1998; Халикс)
142. Дуњо моја, Љубиша Стојановић Луис — Луис уживо (Јужни ветар)
143. Ацко Незировић и Јужни ветар — Пробај минут мог живота/Догорева до ноката (1998; Јувекомерц)
144. Робиња, Various — Скроман момак (1998; Јувекомерц)
145. Иван Кукољ Куки и Јужни ветар — Преживећу (1999; Јувекомерц)
146. Светозар Свето Тодоровић и Јужни ветар — Чувај се моје туге/То припада срећницима (Јувекомерц)
147. Moussakka — 1111
148. Ацко Незировић и Јужни ветар — Пушка нек' ме убије/Од раја до пакла (1999; Јувекомерц)
149. Индира Радић — Уживо (1999; Зам)
150. Синан Сакић и Јужни ветар — Не, не дај да те љуби (2000; Јувекомерц)
151. Обриши сузе мала моја, Љубиша Стојановић Луис — The best of (2000; JVP Vertrieb, Best records)
152. Иван Кукољ Куки и Јужни ветар — Бил' (2000; Јувекомерц)
153. Не иди од мене, Аца Лукас — The best of vol. 2 (2000; JVP Vertrieb AG)
154. Свако своме мора да се враћа, Various — Златни гласови 1 (2001; ПГП РТС)
155. Петак, Иван Кукољ Куки и Јужни ветар — Заволи ме (2001; Best records, JVP Vertrieb AG)
156. Синан Сакић и Јужни ветар — Синан Сакић (2001; Best records, JVP Vertrieb AG)
157. Изађи на пет минута, Весна Вукелић Венди — Желим с' тобом све (2001; Јувекомерц)
158. Јован Михаљица и Јужни ветар — Ћерка богаташа (2002; Јувекомерц)
159. Иван Кукољ Куки и Јужни ветар — Линија живота (2002; Јувекомерц)
160. Цигаш стари, Момци из Паланке — Нек иду сви дукати (2002; Прометеј)
161. Прођи са мном испод дуге, Ивана Ћосић — Кo зна (2002; Сити рекордс)
162. Драгана Мирковић и Јужни ветар — Заувек! (2003; Јувекомерц)
163. Нема кајања, Various — Кафанске баладе 1 (2003; Хи-Фи Центар)
164. Загрли ме и опрости ми, Гордана Стојићевић — Добродошли пријатељи (2003; ПГП РТС)
165. Нермина Голубовић и Јужни ветар — Колачић (2003; Јувекомерц)
166. Иван Кукољ Куки и Јужни ветар — Тамо где је Америка (2003; Јувекомерц)
167. Весна Вукелић Венди и Јужни ветар — Праћнуо се шаранчић (2004; Јувекомерц)
168. Нермина Голубовић и Јужни ветар — Чије је оно коло (2004; Јувекомерц)
169. Ти се мјењаш као време, Шериф Коњевић — Хитови (2004; Југодиск, In takt records)
170. Чувај се и пази на себе, Зорица Брунцлик — Рођендана два (2004; Gold music)
171. Иван Кукољ Куки и Јужни ветар — У добру и злу (2004; Јувекомерц)
172. Синан Сакић и Јужни ветар — Синан и Јужни ветар (2005; Гранд продукција)
173. Како да живим, Шемса Суљаковић — Хитови (2005; Хи-Фи Центар)
174. Иван Кукољ Куки и Јужни ветар — Овамо другови (2005; Јувекомерц)
175. Шта сам ти скривио боже, Various — МБ Гранд фестивал ЦД 1 (2006; Гранд продукција)
176. Иван Кукољ Куки и Јужни ветар — Наручујем песме (2006; Јувекомерц)
177. Адела Шећић и Јужни ветар — Као карта варао си (2006; Јувекомерц)
178. Певај ми о њој, Марко Булат — Рођенданска журка (2007; Tioli)
179. Загрли ме ти, Сузана Јовановић — Превара (2007; Вип продукција)
180. Иван Кукољ Куки и Јужни ветар — Ћао љубави (2007; Јувекомерц)
181. Иван Кукољ Куки и Јужни ветар — Због једне Јасмине (2008; Јувекомерц))
182. Shemsah groove, SevdahBABY — Сега мега, ти и ја (2013; Галама!)
183. Еј, од кад сам се родио, Зорица Брунцлик — Комбанк арена 2014 (2015; Гранд продукција)
184. Цвија — Новчанице (IDJTunes; 2017)

### Инструмент и перформанс
- Наташа Владетић — Најдраже моје, Памтићу те дуго (1983; Дискос)
- Гордана Стојићевић и Јужни ветар — Ниси знао да ме чуваш (1983; Југодиск)
- Мустафа Шабановић и ансамбл Јужно барвал — Ото девел адава мангљан (1985; Дискос)
- Индира Радић и Јужни ветар — Награда и казна (1992; Југодиск)
- Индира Радић и Јужни ветар — Због тебе (1993; Јувекомерц)
- Сузана Јовановић и Јужни ветар — Рођени у право време (1994; Јужни ветар)
- Индира Радић и Јужни ветар — Угаси ме (1994; Јувекомерц)
- Снежана Бабић Снеки и Јужни ветар — Хоћеш, нећеш (1992; Јувекомерц)
- Бобан Здравковић и Јужни ветар — Нико нема два живота (1998; Јувекомерц, Лазаревић продукција)